# Katria katria
Katria katria е вид лъчеперка от семейство Цихлиди (Cichlidae), единствен представител на род Katria. Видът е световно застрашен, със статут Уязвим.